# Pauline Burlet
Pauline Burlet (Mons, 9 april 1996) is een Belgisch actrice. Ze speelde onder andere een tienjarige Édith Piaf in de film La Vie en Rose.

## Biografie
Burley begon op vijfjarige leeftijd met acteren. Op achtjarige leeftijd werd ze gecast als een jonge Édith Piaf in de film La Vie en Rose van Olivier Dahan. Burlet speelde een tienjarige Piaf. Haar rol werd later overgenomen door Marion Cotillard. Ze speelde ook de rol van Madame Raven in de film Dead Man Talking van Patrick Ridremont. Voor deze rol werd ze in 2013 genomineerd in de categorie beste jonge actrice voor een Magritte. Een jaar later wist ze deze prijs in dezelfde categorie te winnen voor haar rol als Lucie in Le Passé van Asghar Farhadi. Burlet speelde in 2014 de rol van Lili Franchet in de miniserie Résistance.

## Filmografie

### Films
| Jaar | Film             | Rol                   | Opmerkingen |
| ---- | ---------------- | --------------------- | ----------- |
| 2007 | La Vie en Rose   | Tienjarige Édith Piaf |             |
| 2007 | 2 sœurs          | Alice                 |             |
| 2009 | Alessandro       | Sabrina               |             |
| 2012 | Dead Man Talking | Sarah Raven           |             |
| 2013 | Le Passé         | Lucie                 |             |
| 2014 | La French        | Lily Mariani          |             |
| 2015 | Jailbirds        | Jeanne                |             |
| 2017 | Le Semeur        | Violette              |             |

### Televisie
| Jaar      | Serie              | Rol           | Extra |
| --------- | ------------------ | ------------- | ----- |
| 2009-2011 | À tort ou à raison | Carole Scoca  |       |
| 2014      | Résistance         | Lili Franchet |       |
| 2016      | Road to Istanbul   | Élodie        |       |